# Dtsʼkxʼ
Dtsʼkxʼ – heptagraf składający się ze znaków d, t, s, ʼ, k, x, ʼ,  występujący w języku ju i taa, oznaczający dźwięk [ʣᵡʼ]. Powstał z połączenia tetragrafu dtsʼ i trójznaku kxʼ, które w IPA oznaczają dźwięk [dtsʼ] i [kxʼ]. Brak polskiego odpowiednika dla używanego przez nich znaku.